# أحمد بن علي خوجة
أحمد الثاني من اسمه أحمد بن علي ( أحمد بن علي خوجه، أحمد بن علي خوجة)، هو باشا داي الجزائر، حكم ما بين 1806 و1808 (1220 إلى 1223 هـ).

## سيرته
على رأس تمرد، تم اغتيال أحمد بن علي، وزير البحرية في ايالة الجزائر(فيكيلاردي) على أيدي ميليشيا مصطفى الثاني باشا داي من الجزائر العاصمة. 31  وسمي جديد للجزائر العاصمة. في عام 1807 تحت تهديد نابليون بونابرت ، حرر 106 من عبيد جنوة وسردينيا. في حاجة إلى المال ، للدخول في حرب باهظة ضد تونس ، وللحصول على الدعم المالي من الدنماركيين والهولنديين ، أطلق سراح القناصل المسجونين في هذه البلدان. وفاة احمد اغتيل 7، خلال تمرد أطلقه خلفه علي.

## مقالات ذات صلة
- داي الجزائر
- الجزائر في عهد الأتراك (1514-1830)
- تاريخ الجزائر
- تاريخ ولاية الجزائر
- تاريخ الجزائر القديم والحديث
- قائمة حكام الجزائر

1. 1 2  تاريخ الجزائر في القديم و الحديث، ج3، مبارك بن محمد الميلي، مكتبة النهضة الجزائرية، الجزائر، ص186
2. ↑  Isaac Bloch (1888). Inscriptions tumulaires des anciens cimetières israélites d'Alger. Isaac Bloch. ص. 103.
3. ↑  Roland Courtinat Serre (2003). La piraterie barbaresque en Méditerranée: XVI-XIXe siècle. Serre Éditeur. ص. 27. ISBN:9782906431652.
4. ↑  Louis Piesse (1862). Itinéraire historique et descriptif de l'Algérie: comprenant le Tell et le Sahara. Hachette. ص. 26.